# International Cometary Explorer
International Cometary Explorer (ICE) är en rymdsond, ursprungligen kallad International Sun/Earth Explorer 3 (ISEE-3) eller Explorer 59. Den sköts upp den 12 augusti 1978 av NASA och ESA-ESRO och ingick i början i en grupp om tre sonder som konstruerats för att studera växelverkan mellan jordens magnetfält och solvinden.
I början av 1980-talet rekryterades rymdsonden för ett nytt uppdrag - att genomföra ett möte med en komet: den 10 juni 1982 påbörjades detta genom att sonden knuffades ur från sitt läge vid L1, en av Lagrangepunkterna mellan solen och jorden, och ficks att påbörja en ny serie omloppsbanor runt jorden (och månen?). När den var som närmast jorden den 22 december 1983 döptes den om till International Cometary Explorer. Några år senare, 11 september 1985 passerade den genom plasmahöljet på ca. 8 000 km avstånd från kärnan på Giacobini-Zinners komet och genomförde då olika mätningar av höljets beståndsdelar och magnetiska egenskaper.
I mars 1986 gjorde sonden tillsammans med ett antal andra rymdfarkoster (den s.k. Halleys armada) ett liknande rendez-vous med Halleys komet.
Sonden går sedan 1990 i en bana runt solen och utförde under 1990-talet olika mätningar av solvind och kosmisk strålning.
1997 stängdes den av men återaktiverades igen 2008 när den kommit tillräckligt nära Jorden igen och används idag för övningar av kommunikation med ryndsonder. Det finns fortfarande tillräckligt med styrbränsle för ytterligare ett uppdrag så den kommer kanske att styras ut mot en eller flera nya kometer under 2014 då den passerar jorden/månen. Eventuellt kommer den att kunna fångas upp och tas ned till jorden. Om så sker kommer den att skänkas till Smithsonian-institutionen.

### Fotnoter
1. 1 2 3  ”NASA Space Science Data Coordinated Archive” (på engelska). NASA. https://nssdc.gsfc.nasa.gov/nmc/spacecraft/display.action?id=1978-079A. Läst 29 mars 2020.